# Чаробно село
Чаробно село је дечји образовни центар у Бањи Врујци, у коме деца од 2012. године, у природном амбијенту уче и подстичу своју креативност и радозналост. Носилац пројекта је непрофитабилно Удружења грађана „Креатива”, које се бави креативним образовањем кроз активно учење. Пројекат је финансиран од стране УНИЦЕФ-а у оквиру заједничког програма УН „Одрживи туризам у служби руралног развоја”.
Простор „Чаробног села” је осмишљено за индивидуално и групно учење наставних, ваннаставних, научних садржаја, истраживачких задатака, користећи постојање занатског центра, метеоролошке станице, соларне сушаре, сунчаног сата, али и сеоског трга, воћњака, повртњака, њиве, ливаде, шуме... Такође, може се научити на који начин и уз коју организацију рада у сеоском домаћинству: води сеоско домаћинство, уређује сеоско домаћинство, меси чаробна погача, како се тка и везе чаробна чобанска торба, како се праве заборављене играчке, како се играју заборављене игре...
Деца - посетиоци Чаробног села нису класично подељени у разреде према узрасту, већ су груписани у различите групе према нивоу знања и личним интересовањима, што представља прилично напредну идеју за услове нашег образовања.
Осим по свом изгледу и програмским активностима, „Чаробно село” је специфицно и по аниматорима. Наиме, ђаке овде чекају ВИЛЕ ЧАРОБНИЦЕ које су ту да пруже помоћ у савладавању свега онога што су пропустили да науче у школи, ситница које су заборавили или крупних чињеница које уопште нису разумели током формалног образовања.
Aуторка концепта је Жељана Радојичић Лукић.